# Céfatrizine
La céfatrizine est une molécule antibiotique.

## Mode d'action
La céfatrizine inhibe la PLP, enzyme permettant la synthèse du peptidoglycanne bactérien.